# Chutes du Fer-à-Cheval
Pour les articles homonymes, voir Chutes Horseshoe (Tasmanie) et Horseshoe.
Les chutes du Fer-à-Cheval[réf. nécessaire], en anglais : Horseshoe Falls, nommées ainsi en raison de leur forme en fer à cheval, sont des chutes d'eau situées à la frontière entre le Canada et les États-Unis. Situées le long du cours de la rivière Niagara entre la ville de Niagara Falls dans l'État de New York (États-Unis) et celle de Niagara Falls dans la province de l'Ontario (Canada), elles constituent les plus importantes de toutes les chutes du Niagara. La partie canadienne est gérée par la Niagara Parks Commission. La partie américaine, plus petite, est protégée depuis 1885 au sein du parc d'État de Niagara Falls.

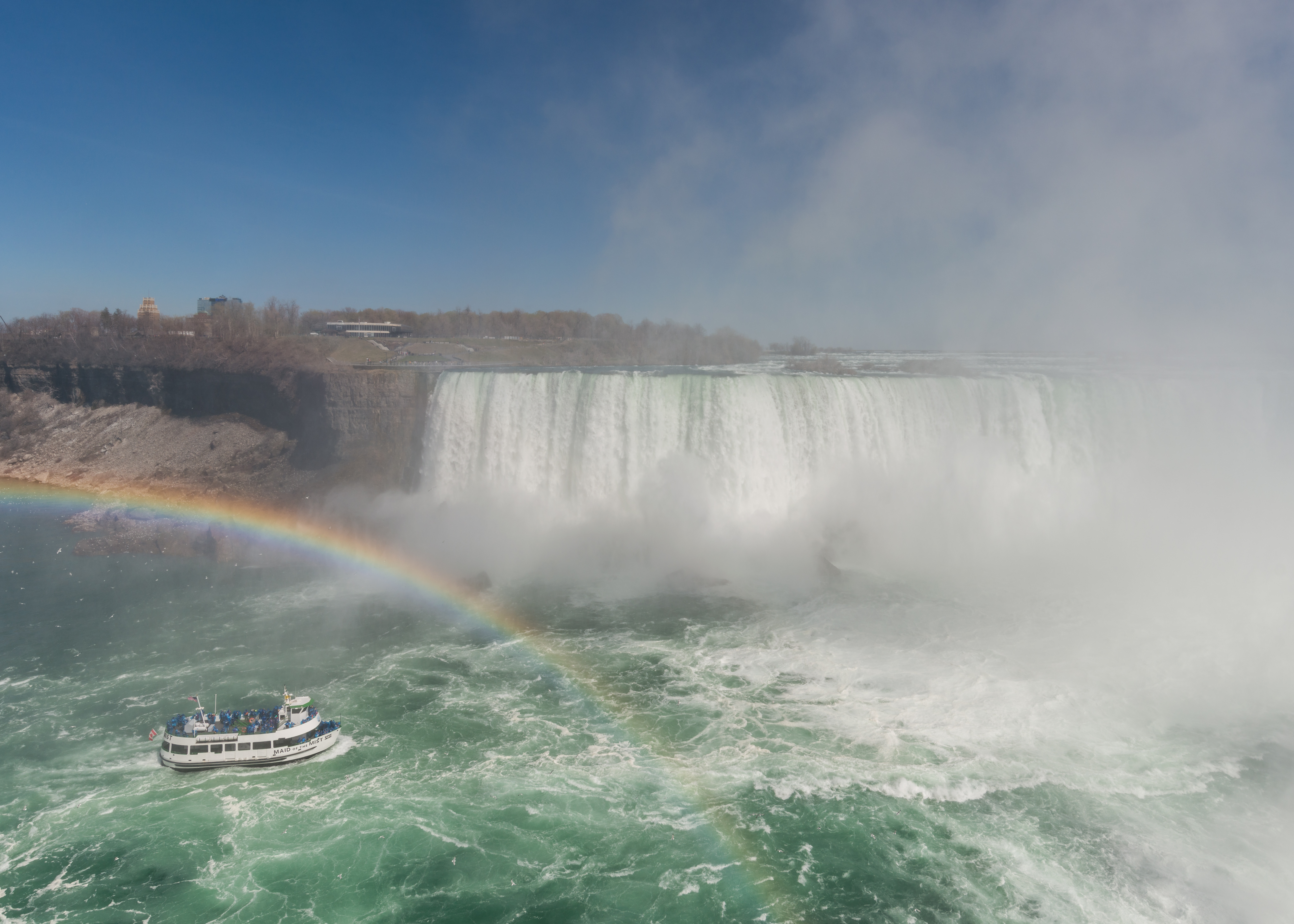
Les chutes du Fer-à-Cheval, avec un bateau à touristes approchant. Avril 2017.